# Baranangsiang (Bogor Timur)
Baranangsiang is een bestuurslaag in het regentschap Kota Bogor van de provincie West-Java, Indonesië. Baranangsiang telt 26.781 inwoners (volkstelling 2010).